# Camel Meriem
Camel Meriem (Montbéliard, 18 oktober 1979) is een Franse voetballer (middenvelder) van Algerijnse afkomst. Voordien speelde hij onder andere voor Bordeaux, Olympique Marseille en AS Monaco. Met Bordeaux won hij de Coupe de la Ligue in 2002.
Meriem speelde in de periode 2004-2005 vier wedstrijden voor de Franse nationale ploeg. Hij maakte zijn debuut op 17 november 2004 tegen Polen (0-0).
Zijn jongere broer Samir speelde bij de Belgische tweedeklasser FC Doornik.